# Stanislas Idzikowski
Stanislas Idzikowski, (Varsovia, 1894-Londres, 12 de febrero de 1977) fue un bailarín polaco. 
Alumno de Enrico Cecchetti, bailó en la compañía de Anna Pávlova y junto a los Ballets Rusos en 1914, que acompañará hasta 1927. Radicado en Londres, se consagra a la enseñanza de la danza a partir de 1933, y más concretamente al método de Cecchetti. Fueron brillantes, en particular, sus interpretaciones en El sombrero de tres picos (1919)  y Pulcinella (1920).
- Datos: Q3496677